# Волдо (Алабама)
Волдо (англ. Waldo) — місто (англ. town) в США, в окрузі Талладіга штату Алабама. Населення — 258 осіб (2020).

## Географія
Волдо розташоване за координатами 33°23′13″ пн. ш. 86°2′27″ зх. д. / 33.38694° пн. ш. 86.04083° зх. д. (33.386954, -86.040728).  За даними Бюро перепису населення США в 2010 році місто мало площу 7,42 км², з яких 7,28 км² — суходіл та 0,14 км² — водойми.

## Демографія
Згідно з переписом 2010 року, у місті мешкали 283 особи в 112 домогосподарствах у складі 72 родин. Густота населення становила 38 осіб/км².  Було 129 помешкань (17/км²).
Расовий склад населення:
| - 63,3 % — білих - 36,0 % — чорних або афроамериканців |

До двох чи більше рас належало 0,7 %. Частка іспаномовних становила 0,0 % від усіх жителів.
За віковим діапазоном населення розподілялося таким чином: 26,1 % — особи молодші 18 років, 63,3 % — особи у віці 18—64 років, 10,6 % — особи у віці 65 років та старші. Медіана віку мешканця становила 37,6 року. На 100 осіб жіночої статі у місті припадало 95,2 чоловіків;  на 100 жінок у віці від 18 років та старших — 104,9 чоловіків також старших 18 років.
Середній дохід на одне домашнє господарство  становив 42 971 долар США (медіана — 32 188), а середній дохід на одну сім'ю — 49 694 долари (медіана — 38 750). За межею бідності перебувало 22,0 % осіб, у тому числі 43,6 % дітей у віці до 18 років та 20,4 % осіб у віці 65 років та старших.
Цивільне працевлаштоване населення становило 93 особи. Основні галузі зайнятості: освіта, охорона здоров'я та соціальна допомога — 24,7 %, виробництво — 20,4 %, фінанси, страхування та нерухомість — 14,0 %, публічна адміністрація — 11,8 %.